# Nothafen Darßer Ort

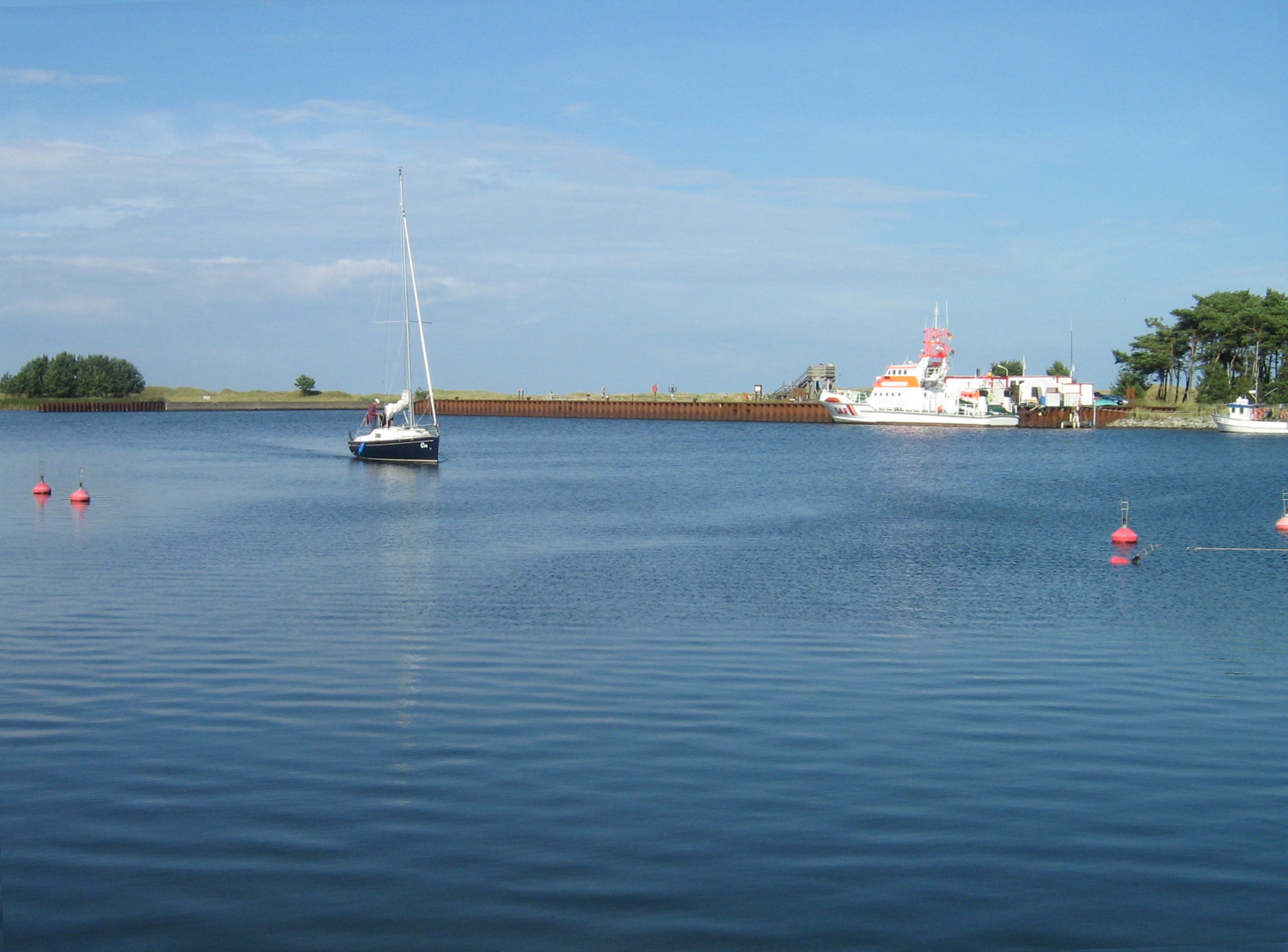
Seenotkreuzer im Hafen Darßer Ort, 2006

Der Nothafen Darßer Ort war ein kleiner Hafen an der südwestlichen Ostsee am Darßer Ort im Norden der Halbinsel Darß im Landkreis Vorpommern-Rügen in Mecklenburg-Vorpommern.
Er wurde 1962 (bald nach dem Mauerbau) von der Nationalen Volksarmee für die Volksmarine der DDR als Manöverhafen errichtet. Die 6. technische Beobachtungskompanie der 6. Grenzbrigade Küste war ebenfalls hier stationiert. Der gesamte Darßer Ort wurde zum Sperrgebiet erklärt und durfte nicht betreten werden. Der damals angelegte Hafen liegt innerhalb des 1990 gegründeten Nationalpark Vorpommersche Boddenlandschaft, wonach seine Benutzung nur noch als Nothafen erlaubt wurde.

## Nothafen
Die nach  der Vereinigung der beiden deutschen Staaten im Jahr 1990 bestehenden Bestrebungen, den Hafen zu einem modernen Freizeithafen auszubauen, wurden mit dem im gleichen Jahr gegründeten Nationalpark Vorpommersche Boddenlandschaft hinfällig. Er wurde lediglich zu einem Nothafen auf Zeit erklärt, da zwischen Warnemünde und Barhöft kein anderer Hafen existiert, den Sportboote bei Wetteränderungen oder in Seenotfällen anlaufen können. Außerdem diente er auch den Seenotrettern als Station. Umweltschützer verlangten immer wieder die Aufgabe des Hafens und hatten 2008 eine Schließung erzwungen. Aufgrund von Protesten der Seenotretter und Wassersportverbänden konnte dies noch einmal rückgängig gemacht werden.
Die fortwährende Versandung der Hafenzufahrt führt jedoch dazu, dass das Fahrwasser immer wieder ausgebaggert werden musste, was allein von 2009 bis 2015 ca. 2,4 Millionen Euro kostete. In Erwartung eines neu zu bauenden Hafens beim nahen Prerow, der den Nothafen Darßer Ort ersetzen soll, wurden diese Kosten immer wieder aufgebracht, wenn auch mit Verzögerung. So kam es zwischen 2011 und 2019 mehrfach zu Sperrungen des Fahrwassers und des Hafens.

## Rettungsstation der DGzRS
Die Deutsche Gesellschaft zur Rettung Schiffbrüchiger (DGzRS) konnte 1990 ihre 'alte' Rettungsstation am Darßer Ort wieder als Stützpunkt der Seenotrettung übernehmen und stationierte einen Seenotrettungskreuzer im Nothafen, um die Sicherung des Reviers zwischen Festland und Kadetrinne sicherzustellen. Aufgrund der zeitlichen Schließungen und wegen der Versandung der Zufahrt konnte der Hafen von dem Kreuzer häufig nicht angefahren werden. Daher war er zeitweise in Barhöft stationiert oder benutzte einen Liegeplatz außerhalb des Hafens. Als Dauerliegeplatz kommt aber Barhöft nicht in Frage, da der Hafen zu weit vom Haupteinsatzort in der Ostsee entfernt ist.

## Ersatzhafen

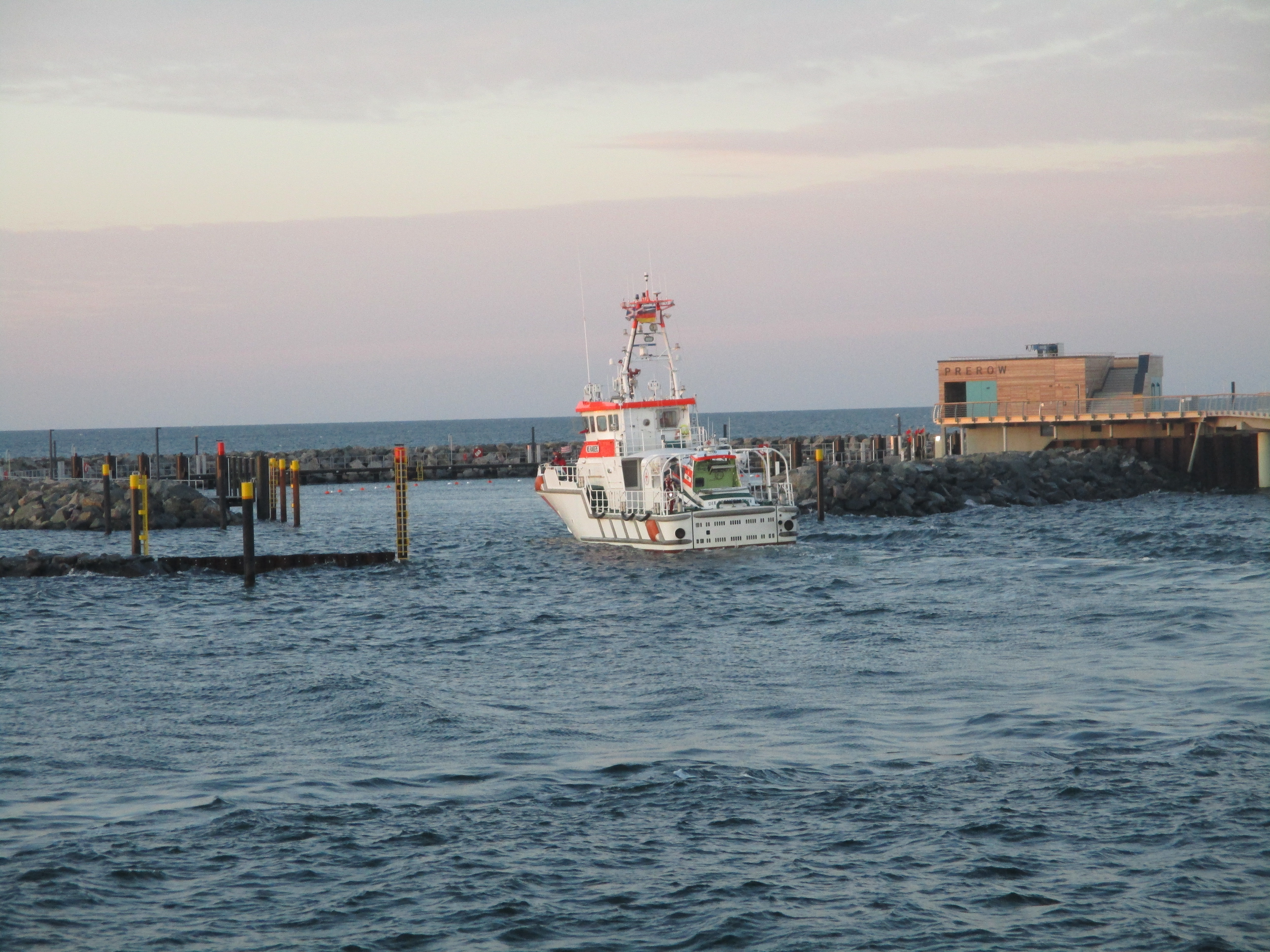
SRK NIS RANDERS im Inselhafen Prerow, 2024

Entgegen den Vorstellungen der Landesregierung und der Tourismusverbände votierten die Prerower Gemeindevertreter im September 2010 zunächst gegen einen neuen Hafen vor ihrem Ort.
Inzwischen einigten sich die Gemeinde Prerow und das Land Mecklenburg-Vorpommern jedoch auf die Errichtung eines vom Land finanzierten Hafens am nördlichen Ende der Prerower Seebrücke. Zielsetzung dieses Ersatzhafen ist dabei ausdrücklich nicht die Etablierung eines regulären Sportboothafens. Außer den bisherigen Funktionen des Hafens Darßer Ort (Nothafen bei Schlechtwetter und Station für den Seenotkreuzer) sind lediglich Dauerliegeplätze für örtliche Fischer geplant. Mit dem Beginn der Bauarbeiten wurde damals für das Jahr 2019 gerechnet. Am 16. Oktober 2024 wurde neben dem Inselhafen mit Steganlagen und Hafengebäude auch die ca. 720 m lange Seebrücke, die dann längste im Ostseeraum, mit einem Festakt und Bürgerfest eingeweiht. Ein Fahrgastschiffanleger soll zukünftig Ausflugsverkehr wieder ermöglichen. Der neue landeseigene Inselhafen ersetzt somit zukünftig den Nothafen Darßer Ort.
Der Betrieb des Nothafens Darßer Ort wurde am 15. Oktober 2023 endgültig eingestellt. Die wasserbaulichen Anlagen und Seezeichen wurden vollständig zurückgebaut und renaturiert.